# Heinrich Ziegenspeck
Heinrich Ziegenspeck (* 16. Februar 1897; † 2. Oktober 1962) war ein deutscher Fußballspieler.

## Karriere

Die Victoria
– Wanderpokal für den Deutschen Fußballmeister von 1903 bis 1944 –
gewann der Hamburger SV erstmals 1923 und 1928 erneut.

Ziegenspeck gehörte dem Hamburger SV als Stürmer an, für den er in den vom Norddeutschen Fußball-Verband ausgetragenen Meisterschaften zunächst im Alsterkreis im Bezirk Groß-Hamburg Punktspiele bestritt.
Am Ende seiner Premierensaison belegte er mit seiner Mannschaft den dritten Platz, nahm als Titelverteidiger dennoch an der Endrunde um die Norddeutsche Fußballmeisterschaft teil. Mit einem Punkt Vorsprung vor Holstein Kiel wurde er Norddeutscher Meister.
Als Sieger im Alsterkreis 1922/23, nunmehr in der Ligaklasse Groß-Hamburg, hervorgegangen, nahm er mit der Mannschaft auch an der Endrunde um die Norddeutsche Meisterschaft teil. Über das erfolgreiche Qualifikationsspiel gegen Borussia Harburg, dem erfolgreichen Viertelfinalspiel bei Eintracht Hannover und dem Freilos im Halbfinale, zog er mit dem Hamburger SV in das Finale ein. Das am 29. April 1923 im Stadion Hoheluft gegen Holstein Kiel ausgetragene Finale wurde mit 2:0 gewonnen. In der sich anschließenden Endrunde um die Deutsche Meisterschaft 1922/23 wurde er nicht eingesetzt.
Die Folgesaison schloss er mit dem Hamburger SV mit zwei Titeln ab; zunächst gewann er erstmals die Meisterschaft im Bezirk Groß-Hamburg, anschließend und erneut die Norddeutsche Meisterschaft.
In der Folgezeit, bis zu einem Karriereende 1931, gewann er mit dem Hamburger SV noch viermal die Bezirksmeisterschaft Groß-Hamburg, dreimal die Norddeutsche Meisterschaft und abschließend, 1928, erneut die Deutsche Meisterschaft.
Für den Hamburger SV bestritt er neun Endrundenspiele um die Deutsche Meisterschaft, in denen er vier Tore erzielte. Sein Debüt gab er am 11. Mai 1924 beim 3:0-Viertelfinal-Sieg über die Vereinigten Breslauer Sportfreunde. Sein erstes Tor erzielte er am 16. Mai 1926 beim 3:1-Achtelfinal-Sieg beim Duisburger SpV mit dem Treffer zum 1:1 in der 24. Minute. Sein letztes Tor gelang ihm am 22. Juli 1928 beim 8:2-Halbfinal-Sieg über den FC Bayern München mit dem Treffer zur 2:1-Führung in der 46. Minute. Danach gehörte er auch zur Endspielmannschaft, die am 29. Juli im Altonaer Stadion Hertha BSC vor 42.000 Zuschauern mit 5:2 bezwang.

## Erfolge
- Deutscher Meister 1923 (ohne Einsatz), 1928
- Norddeutscher Meister 1922, 1923, 1924, 1928, 1929, 1931
- Bezirksmeister Groß-Hamburg 1924, 1926, 1927, 1928, 1931